# Velkommen til Begyndelsen
Velkommen til Begyndelsen er det andet studiealbum fra den dansk popsanger Christian Brøns, der udkom i 2002. Albummet nåede ikke forgængerens popularitet, men modtog gode anmeldelser og solgte guld.

## Modtagelse
Albummet nåede ikke forgængerens succes, selvom det nåede at sælge guld, og nåede kun to uger på Album Top-40 med nummer 13 som højeste placering. Ingen af albummets singler nåede ind på den officielle hitliste i Danmark. Flere sange kom dog ind på Tjeklisten, hvor "Min Fremtid" nåede nummer 3 som den højeste placering. Musikmagasinet GAFFAs anmelder skrev, at Velkommen til Begyndelsen var "mere personligt og gennemarbejdet resultat end det første udspil" og gav albummet fire ud af seks stjerner.

## Spor
1. "Den 7'Ende Sang" - 1:26
2. "Mind Mig Om" - 5:18
3. "Min Fremtid" - 4:01
4. "Sagnet Om Myren" - 3:29
5. "Skriften På Væggen" - 4:18
6. "Engel" - 4:38
7. "Larmende Stilhed" - 4:38
8. "Bli' Lykkelig" - 3:59
9. "Ta' Mig Med" - 3:44
10. "Mærker Efter" - 4:09
11. "Velkommen Til Begyndelsen" - 3:17
12. "All My Love" - 4:35